# ایندرک ملاک
ایندرک ملاک (استونیایی: Indrek Meelak؛ زادهٔ ۱۰ اکتبر ۱۹۶۰) سیاستمدار، دادستان و نماینده سابق مجلس اهل استونی است.